# Clymène fille de Minyas
Pour les articles homonymes, voir Clymène.
Dans la mythologie grecque, Clymène, fille de Minyas et d'Euryanassa, est la femme d'Iasos, de qui elle conçoit Atalante. Elle fait partie des Minyades avec ses sœurs Alcithoé, Leucippé et Arsippé : elles refusèrent de se joindre à Dionysos qui les frappa de folie puis les changea en chauves-souris.

## Sources
Pausanias, Description de la Grèce [détail des éditions] [lire en ligne], Livre X, 29, 6.